# Elecciones generales de Singapur de 1972
Las elecciones generales de Singapur de 1972 tuvieron lugar el sábado 2 de septiembre del mencionado año para configurar el 3.º Parlamento, que ejercería sus funciones desde el 12 de octubre de 1972 hasta, a más tardar, 1977. Se realizaron once meses antes de lo previsto después de que la legislatura anterior fuese disuelta por el presidente Benjamin Sheares por consejo del primer ministro Lee Kuan Yew el 16 de agosto, cuando su fecha de disolución original era el 6 de mayo de 1973. Fueron las quintas elecciones generales desde la instauración del sufragio universal en 1955 y las segundas desde la independencia del país asiático. La nominación de candidatos tuvo lugar el 23 de agosto, por lo que la campaña duró nueve días.
Después de haber boicoteado los anteriores comicios, permitiendo al gobernante y hegemónico Partido de Acción Popular (PAP) obtener la totalidad de los escaños con poca o ninguna oposición (con la sola excepción de un puñado de candidaturas independientes y del minoritario Partido de los Trabajadores), finalmente los partidos opositores volvieron a contender. Mientras que el PAP había tenido que disputar solo ocho circunscripciones cuatro años atrás, en esta ocasión enfrentó una competencia en casi la totalidad de los distritos, con la excepción de ocho, en los cuales fue la única formación en presentar candidatos y triunfó sin oposición. El principal partido opositor en las elecciones de 1963, el Frente Socialista (BS), presentó solo diez candidatos bajo el liderazgo de Lee Siew Choh y se mostró diezmado por las deserciones sufridas durante la última década. El Frente Nacional Unido (UNF), partido fundado por numerosos dirigentes de la antigua Alianza gobernante de Malasia, con Vetrivelu Rengaswamy como líder, presentó 33 candidatos, exactamente el número de escaños requeridos para aspirar a una mayoría absoluta de gobierno y la instancia más reciente en que otro partido además del PAP disputó más de la mitad de los escaños. El Partido de los Trabajadores (WP), refundado por el abogado y exjuez de distrito J. B. Jeyaretnam como su nuevo Secretario General, estuvo también cerca de esta cantidad con 27 postulantes, un crecimiento exponencial para el partido, que no había presentado más de tres candidatos hasta entonces en ninguna elección.
A pesar de que la victoria del PAP se consideraba asegurada, se preveía que la oposición retornaría al Parlamento con facilidad en las circunscripciones que previamente habían sido esquivas al oficialismo, algo que el propio Lee Kuan Yew reconocía como probable. Sin embargo, en gran medida debido al descrédito de los demás partidos después de las estrategias de boicot previas, así como el clima económico favorable y el rápido desarrollo bajo el gobierno del PAP condujo a que el partido oficialista obtuviera de nuevo, contra todo pronóstico, todos de los escaños imponiéndose con un 70,43% de los votos válidamente emitidos en las 57 circunscripciones disputadas, sumando 65 al contar los que obtuvo sin oposición.
Mientras que fracasó en llevar a la victoria a ninguno de sus candidatos, el WP fue la segunda fuerza más votada a nivel nacional con el 12,20% de las preferencias y casi la totalidad de sus candidatos retuvieron sus depósitos (al recibir más de un octavo de los votos), consolidándose como el principal oponente electoral del PAP, rasgo que conserva hasta la fecha. En contraste, el UNF y el BS sufrieron duras derrotas, ubicándose en tercer y cuarto lugar. Las pérdidas económicas y humanas del UNF, que con solo un 7,38% de los votos vio a más de la mitad de sus candidatos quedar en tercer lugar y perder sus depósitos, condujeron a su rápida disolución y, si bien el BS (con un 4,63%) lograría seguir existiendo hasta 1988, nunca se recuperó del golpe electoral y permaneció en la irrelevancia política.
La participación fue del 93,55% del electorado registrado en circunscripciones disputadas, mientras que poco más de un 10% del electorado (95.456 de 908.382) se encontraba ubicado en las circunscripciones que fueron ganadas sin oposición.

## Convocatoria y sistema electoral
De acuerdo con el Artículo 65, Capítulo 4 de la Constitución singapurense, el período máximo para un Parlamento en funciones es de cinco años a partir de la fecha de su primera sesión después de unas elecciones generales, después de lo cual el legislativo quedará disuelto y se convocarán a nuevos comicios automáticamente. Sin embargo, el presidente de la República, por consejo del primer ministro, puede disolver el Parlamento y convocar a elecciones en cualquier momento antes se cumpla el plazo. Los comicios deben realizarse dentro de los tres meses posteriores a la disolución del Parlamento anterior. Los comicios son organizados por el Departamento de Elecciones (ELD), organismo dependiente de la Oficina del Primer Ministro.
El Parlamento que surgiría de los comicios de 1972 estaría compuesto por 65 escaños directamente elegidos por voto popular, directo y secreto. El sistema electoral empleado era el escrutinio mayoritario uninominal. El territorio singapurense se encontraba dividido en cincuenta y dos circunscripciones representadas por un escaño cada una. Todos los ciudadanos residentes en Singapur con al menos veintiún años de edad tienen derecho a voto, siempre y cuando no tengan doble nacionalidad y se encuentren inscritos en el registro electoral, el cual es revisado anualmente. Los requisitos para postularse como candidato son los mismos que para emitir sufragio, a lo cual se añade la necesidad de hablar, leer y escribir con fluidez en al menos uno de los cinco idiomas oficiales del país: inglés, malayo, chino mandarín o tamil.
En cada circunscripción, un grupo de al menos seis electores registrados puede presentar un candidato (ya sea como postulante de un partido político o como candidato independiente). Los candidatos deben abonar un depósito monetario, el cual fue de $500 para las elecciones de 1972, y que les será o no devuelto dependiendo del resultado electoral. Si el candidato en cuestión no supera un octavo de los votos válidamente emitidos (12,50%) el día de la elección, perderá dicho depósito y este será entregado al estado. Los comicios se llevan a cabo en una única votación, con cada parlamentario elegido por simple mayoría de votos. Los votantes marcan una cruz en su papeleta de votación frente al símbolo y el nombre del candidato escogido. Si solo un candidato es postulado y reúne los criterios para contender en una circunscripción, se considerará que fue elegido sin oposición y será automáticamente proclamado electo el día de la nominación sin necesidad de que la votación se lleve a cabo.
La fecha de disolución constitucional obligatoria del parlamento elegido en 1968 era el 6 de mayo de 1973, por lo que la jornada electoral podría haberse atrasado hasta el 6 de agosto de 1973. Sin embargo, el 16 de agosto de 1972, el presidente Benjamin Sheares disolvió el legislativo por consejo del primer ministro Lee Kuan Yew, con la nominación de candidatos fijada para el 23 de agosto.

## Cronograma
| Fecha                                  | Evento                                                         |
| -------------------------------------- | -------------------------------------------------------------- |
| 31 de diciembre de 1971                | Publicación del Informe de Límites Electorales                 |
| 16 de agosto de 1972                   | Disolución del 2.º Parlamento, se emite convocatoria electoral |
| 23 de agosto de 1972                   | Día de la Nominación                                           |
| 24 de agosto - 1 de septiembre de 1972 | Período de campaña                                             |
| 2 de septiembre de 1972                | Jornada electoral                                              |
| 12 de octubre de 1972                  | Apertura de sesiones del 3.º Parlamento                        |

## Partidos políticos contendientes
| Partido | Partido                                         | Líder                | Fundación | Escaños (1968) |
| ------- | ----------------------------------------------- | -------------------- | --------- | -------------- |
|         | Partido de Acción Popular (PAP)                 | Lee Kuan Yew         | 1954      | 58/58          |
|         | Partido de los Trabajadores (WP)                | J. B. Jeyaretnam     | 1957      |                |
|         | Frente Nacional Unido (UNF)                     | Vetrivelu Rengaswamy | 1969      |                |
|         | Frente Socialista (BS)                          | Lee Siew Choh        | 1961      |                |
|         | Frente Popular (PF)                             | Leong Mun Kwai       | 1971      |                |
|         | Organización Nacional Malaya de Singapur (PKMS) | Ahmad Taff           | 1972      |                |

## Novedades

### Divisiones electorales
El Comité de Delimitación de Fronteras Electorales presentó su informe ante el Parlamento con las modificaciones al mapa electoral con respecto al empleado en las elecciones de 1968 el 19 de octubre de 1971, siendo este finalmente aprobado el 31 de diciembre del mismo año. Al igual que en las anteriores elecciones, fueron introducidas siete circunscripciones nuevas para reflejar el crecimiento y las variaciones poblacionales.
| Circunscripción              | Cambio                                                 |
| Nuevas circunscripciones     | Nuevas circunscripciones                               |
| ---------------------------- | ------------------------------------------------------ |
| Boon Teck Kim Keat Kuo Chuan | Separadas de Toa Payoh                                 |
| Bukit Batok                  | Separada de Bukit Panjang, Bukit Timah y Choa Chu Kang |
| Henderson                    | Separada de Tiong Bahru                                |
| Kim Seng                     | Separada de Bukit Ho Swee y Delta                      |
| Leng Kee                     | Separada de Bukit Merah                                |

### Representación opositora
Después de las elecciones anteriores y durante estos comicios, en los cuales el Partido de Acción Popular había obtenido la totalidad de los escaños parlamentarios, se planteó el debate nacional sobre si era políticamente saludable la existencia de una legislatura electa en la que estuviera representada un solo partido político, sin la presencia de alternativas. Lee Kuan Yew sugirió otorgar dos escaños a figuras académicas de las dos universidades locales de Singapur. Sin embargo, la propuesta no fue implementada y recién en la siguiente década se otorgarían los Miembros del Parlamento No Circunscripcional y, más adelante, los Miembros Nominados.

## Desarrollos políticos

### Partido de Acción Popular

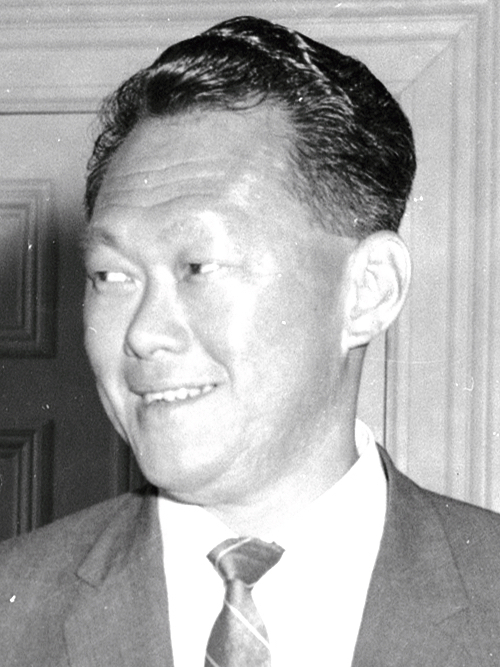
Lee Kuan Yew buscaría su cuarto mandato como primer ministro.

En los meses posteriores a la independencia en 1965, el PAP consolidó rápidamente su poder, mientras que el intento de «lucha extraparlamentaria» de la oposición, que conllevó al boicot de casi la totalidad de los partidos políticos a las elecciones de 1968, le permitió monopolizar las instituciones estatales. Los veloces movimientos políticos y económicos del gobierno del PAP en la independencia inmediata lograron invertir la idea instalada en los medios de comunicación internacionales de que la isla era un estado inviable. Para 1970, Singapur ya había logrado ingresar a la Organización de las Naciones Unidas, el Movimiento de Países No Alineados, y la Organización Mundial de Comercio, contribuyendo también a la fundación de la ASEAN.
Ante el desprestigio de la oposición por su estrategia de boicot a las elecciones, el PAP fácilmente retuvo una amplia popularidad y se daba por hecho que ganaría las elecciones con facilidad. El 31 de marzo de 1970, el partido gobernante instó a cinco de sus parlamentarios más ancianos en las circunscripciones de Delta, Havelock, Kampong Kapor, Ulu Pandan y Whampoa a renunciar para facilitar el traspaso de poder a una nueva generación, incluyendo la única mujer parlamentaria, Chan Choy Siong, cuya dimisión dejaría al legislativo singapurense sin representantes femeninas hasta 1984.
Con el WP todavía recuperándose de su mal desempeño en las elecciones generales (pese a ser el único partido político que las disputó) y el BS todavía reacio a contender, la única oposición que el PAP enfrentó fue el recién fundado Frente Nacional Unido (UNF), ligado a la antigua Alianza gobernante de Malasia. En las elecciones del 18 de abril de 1970, el PAP obtuvo tres de los cinco escaños sin oposición y derrotó con facilidad al UNF en las dos circunscripciones restantes, conservando el monopolio de la totalidad de los escaños parlamentarios. A pesar de esta victoria, todavía se esperaba que los partidos opositores, de presentarse a las siguientes elecciones generales, tuvieran posibilidades de recuperar la representación legislativa, y dado el anterior historial de competitividad electoral del país, la situación del 2.º Parlamento se consideraba una «anomalía» provocada por el boicot, que difícilmente se repetiría. El propio Lee Kuan Yew tenía expectativas moderadas con respecto a las posibilidades de su partido y declaró poco antes de las elecciones que estaría conforme con que el oficialismo lograra una «victoria convincente», con 45 de los 65 escaños, apenas dos por encima de lo requerido para conservar su mayoría de dos tercios.
Al igual que en las elecciones anteriores desde 1959, el PAP fue el único partido en presentar candidatos en todas las circunscripciones. Entre los políticos oficialistas que debutaron en esta elección se destacó Ong Teng Cheong (futuro vice primer ministro y primer presidente de Singapur elegido por voto popular).

### Partido de los Trabajadores

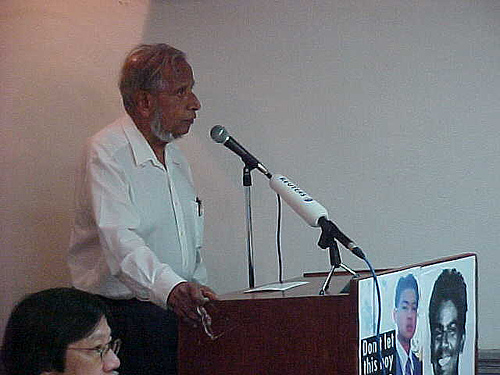
La llegada de Joshua Benjamin Jeyaretnam a la jefatura del WP contribuyó a rejuvenecer y fortalecer al partido.

Fundado en 1957, tan solo tres años después que el PAP y como segundo partido político más antiguo del país, el WP había cobrado cierta visibilidad luego de ser la única fuerza opositora en disputar las controvertidas elecciones generales de 1968, en las cuales el PAP obtuvo casi todos los escaños sin oposición. Sum Chong Meng y Wong Hong Toy (después de asumir como Secretario General del partido tras suceder a Chiang Seok Keong) disputaron las circunscripciones de Jalan Kayu y Nee Soon respectivamente. Pese a esta particularidad, el WP seguía siendo un partido de carácter marginal y obtuvo solo el 4,02% de los votos nacionales y el 13,22% con respecto a escaños disputados, mientras que el propio líder del partido, Wong, perdió su depósito al recibir solo el 8,65% de los sufragios. Debido a las pérdidas económicas que implicó el mal desempeño electoral, el WP decidió no disputar las elecciones parciales de 1970. Wong dimitió como Secretario General y Sum Choon Heng ocuparía el cargo por el siguiente año.
A mediados de 1971, un grupo de abogados progresistas opositores al gobierno del PAP tomó el control del WP y buscó reformar al partido. Joshua Benjamin Jeyaretnam, exfiscal de distrito reconocido como el primer juez penal de Singapur, fue elegido Secretario General de la formación en julio de ese mismo año. El nuevo liderazgo modernizó la estructura partidaria y rejuveneció su imagen, facilitando el crecimiento del partido después de más de una década como una fuerza minoritaria. Con este escenario, el WP presentó veintisiete candidatos, lo que representó un crecimiento exponencial para un partido que nunca había disputado más de tres circunscripciones en las elecciones anteriores. Este número de candidatos no sería superado hasta las elecciones de 1988 (cuando presentó 32) y las de 2015 (cuando presentó 28). Debido a que en las dos instancias posteriores habría más escaños parlamentarios totales e imperaría el sistema de circunscripciones grupales (en las cuales se presentarían entre tres y seis candidatos en una misma circunscripción), el WP disputó en esta elección la mayor cantidad de distritos electorales de su historia y el mayor porcentaje de escaños parlamentarios totales (27 de 65, un 41,54%).
David Saul Marshall, primer jefe de gobierno democráticamente electo de Singapur y líder fundador del partido que se había desmarcado de la formación antes de las elecciones de 1963, consideró presentarse como independiente, pero retiró su postulación luego de ser herido por una mantarraya. Previamente, Marshall había rechazado las invitaciones de Jeyaretnam para retornar a las filas del WP.

### Frente Nacional Unido
El Frente Nacional Unido se configuró el 28 de abril de 1969, fundado por antiguos miembros de la Alianza, coalición gobernante de la vecina Malasia, que en ese momento estaba en proceso de disolución luego de sus debacles electorales recientes para formar el nuevo Barisan Nasional (Frente Nacional). El partido, que apoyaba restaurar de manera progresiva la unión con Malasia, obtuvo su registro legal el 6 de marzo de 1970. En las elecciones parciales de ese mismo año, el UNF fue el único partido opositor en presentar candidatos, disputando Kampong Kapor y Ulu Pandan. Aunque ninguno de sus dos candidatos consiguió imponerse, obtuvo el 30,07% de los votos y ambos postulantes retuvieron con éxito sus depósitos.
De cara a las elecciones de 1972, el UNF buscó fortalecerse abriendo su memebresía para que integrantes de otros partidos pudieran unirse, buscando convertirse en una plataforma opositora unificada. Cinco partidos adhirieron al acuerdo, el recién fundado Partido de la Justicia de Singapur (el cual más tarde absorbería la estructura del UNF tras la derrota) y los cuatro partidos políticos originados en Malasia que todavía operaban en el país: la Organización Nacional Malaya de Singapur o PKMS (sucesora de la UMNO que en dos circunscripciones de todas formas presentó candidatos separadamente del UNF), el Partido Chino de Singapur (sucesor de la Asociación China de Malasia) el Congreso Indio de Singapur (sucesor del Congreso Indio de Malasia) y el Movimiento Islámico de Singapur (sucesor del Partido Islámico Panmalayo).
El UNF presentó candidatos, de este modo, en treinta y tres circunscripciones, lo que implicó la mayor cantidad de candidatos absolutos jamás disputada por un partido político fuera del PAP desde la independencia y la última vez hasta la fecha en que una sola formación opositora ha disputado una mayoría absoluta de escaños.

### Frente Socialista
El Frente Socialista (Barisan Sosialis o BS), que había emergido como el mayor oponente que jamás enfrentara el PAP en las elecciones de 1963, colapsó rápidamente en los años posteriores a la independencia luego de su decisión de iniciar un extenso boicot al Parlamento y, posteriormente, a las elecciones, declarando lo que consideraba una «lucha extraparlamentaria». La actitud del BS sería criticada posteriormente por haber facilitado la toma del poder hegemónico por parte del partido oficialista y en última instancia facilitado la represión del gobierno en su contra, acusándolo de ser un partido comunista. Finalmente, luego de quedar manifiesta la inutilidad de la estrategia abstencionista, la dirigencia del partido anunció que volvería a contender en las elecciones de 1972. La decisión acrecentó la crisis interna que ya sufría el partido, pues un importante sector prefería preservar el boicot. De cara a los comicios, Lee Siew Choh siguió siendo Secretario General del partido, pero en esta ocasión no disputó una mayoría absoluta, sino tan solo diez escaños. Numerosos dirigentes originales del partido ya habían desertado para entonces, adhiriendo al WP, al PF o al UNF.

### Otras formaciones políticas
Otros dos partidos presentaron candidaturas: la Organización Nacional Malaya de Singapur (PKMS), sucesora de la antigua UMNO, postuló dos candidatos. El Frente Popular (PF), un partido de ideología izquierdista, se fundó como una escisión del BS y estuvo integrada por antiguos miembros del PAP y del disuelto Partido del Pueblo Unido. Su líder, Leong Mun Kwai, se presentó como candidato en Tanjong Pagar, la circunscripción del primer ministro Lee Kuan Yew. Hubo a su vez dos candidatos independientes, en los distritos de Paya Lebar y Punggol, donde Ng Teng Kian fue el único oponente que enfrentó Ng Kah Ting, del PAP.

## Campaña
La campaña electoral duró ocho días después del día de la nominación, el 23 de agosto, y hasta el día previo a la votación, que sería el 2 de septiembre. Ocho circunscripciones (Bras Basah, Kampong Glam, Katong, Kreta Ayer, Mountbatten, River Valley, Serangoon Gardens y Tanglin) que representaban a un total de 95.456 votantes registrados, no celebrarían votación alguna luego de que el PAP fuera el único partido en presentar candidatos allí, ganando los ocho escaños sin oposición para sus postulantes (entre los cuales destacaban tres ministros del Gabinete). Sin embargo, a diferencia de los anteriores comicios, el retorno de la oposición a la competencia, que vio a 79 candidatos de hasta cinco partidos políticos distintos, y dos independientes, provocó que la campaña fuera mucho más encendida. De cara a la búsqueda de un nuevo mandato, Lee Kuan Yew defendió su historial de gobierno durante su tercer período como primer ministro, afirmando que, con el aumento de los activos extranjeros y la riqueza en el país desde 1968, había conseguido abordar con éxito los problemas provocados como resultado del cierre de las bases británicas en su territorio. En su manifiesto electoral, el PAP anunció que su nuevo objetivo sería elevar los estándares de habilidades y competencia técnica, así como mejorar la experiencia profesional, de gestión y tecnológica del país, bajo el alegato de que solo con estándares más altos Singapur se podría permitir ampliar su papel como un centro bancario y financiero internacional, y así «proporcionar un hogar para el dólar asiático». Estos nuevos objetivos requerirían un cambio de énfasis en la política gubernamental, con acento en la calidad.
La oposición en su conjunto, por su parte, se centró en atacar la falta de libertades democráticas del gobierno del PAP, mientras que al mismo tiempo cuestionaron lo que consideraban une excesivo gasto público en defensa militar, así como un costo de vida demasiado alto; y exigieron la liberación de los presos políticos. En concreto, el BS llamó a la inmediata derogación de las leyes que podían violar los derechos laborales, como la Ley de Empleo, y abogó por la vuelta de Singapur a «una Malasia unificada, independiente y democrática». El WP centró su campaña en pedir enmiendas constitucionales, particularmente relativas al sistema electoral. El PF, que mantenía contactos con la Asociación China de Malasia, centró su discurso en la recuperación de la libertad de prensa. El Frente Nacional Unido ofreció educación y servicios médicos gratuitos, derechos de propiedad para ciertos inquilinos y tarifas más bajas para los servicios públicos. Lee cuestionó a la oposición, afirmando que su estrategia de boicot la había vuelto inviable electoral y políticamente, y que después de esto los singapurenses ya no veían como necesario un encendido debate político que hiciera «peligrar» la estabilidad nacional. El lema del PAP se resumió como «un gobierno honesto y eficiente para el empleo, la vivienda, la armonía multirracial y la prosperidad».

## Jubilaciones y nuevos candidatos
Un total de 54 de los 58 parlamentarios del PAP se presentó a la reelección, ya fuera en la misma circunscripción que representaban o en alguna de las siete nuevas. De los once candidatos del PAP que se presentaron a elecciones por primera vez, cinco disputaron una de las nuevas circunscripciones nuevas. Debido al boicot opositor de los anteriores comicios, la inmensa mayoría de los candidatos opositores disputaba su primera elección.
| Nuevos candidatos        | Nuevos candidatos | Nuevos candidatos      | Nuevos candidatos | Nuevos candidatos         | Nuevos candidatos |
| Nombre                   | Edad              | Ocupación              | Partido           | Partido                   | Circunscripción   |
| ------------------------ | ----------------- | ---------------------- | ----------------- | ------------------------- | ----------------- |
| Ang Kok Peng             | 45                | Decano universitario   |                   | Partido de Acción Popular | Crawford          |
| Ong Teng Cheong          | 36                | Arquitecto             |                   | Partido de Acción Popular | Kim Keat          |
| Lai Tha Chai             | 35                | Editor                 |                   | Partido de Acción Popular | Henderson         |
| Chai Chong Yii           | 37                | Tesorero               |                   | Partido de Acción Popular | Bukit Batok       |
| Chin Harn Tong           | 35                | Director               |                   | Partido de Acción Popular | Aljunied          |
| Ahmad bin Mohamed Mattar | 32                | Profesor universitario |                   | Partido de Acción Popular | Leng Kee          |
| Lee Yiok Seng            | 32                | Ejecutivo empresarial  |                   | Partido de Acción Popular | Bukit Panjang     |
| Ivan Cuthbert Baptist    | 37                | Líder sindical         |                   | Partido de Acción Popular | Potong Pasir      |
| Ong Leong Boon           | 28                | Profesor asistente     |                   | Partido de Acción Popular | Kim Seng          |
| Phey Yew Kok             | 38                | Líder sindical         |                   | Partido de Acción Popular | Boon Teck         |
| Tan Eng Liang            | 35                | Investigador químico   |                   | Partido de Acción Popular | River Valley      |

## Resultados

### Resultado general
La ausencia de un pacto preelectoral entre los partidos de la oposición, sumado a la buena situación económica general y la estabilidad política bajo el gobierno del PAP, condujeron a que el oficialismo obtuviera un triunfo abrumador y retuviera, contra todo pronóstico, la totalidad de los escaños parlamentarios, imponiéndose en las 57 circunscripciones disputadas con mayoría absoluta de votos. A estos se les sumaron los 8 escaños que ganó sin oposición el día de la nominación, un total de 65 bancas. En términos porcentuales, a nivel nacional, el PAP logró el 70,43% de los sufragios válidamente emitidos, el porcentaje más bajo que lograría en las cuatro ocasiones en las que obtuvo la totalidad de los escaños. Fue la segunda de las cuatro veces en las que el PAP logró esta hazaña, antes del retorno de los partidos opositores al Parlamento en 1981. Tanjong Pagar, la circunscripción del primer ministro Lee Kuan Yew, fue por segunda vez la que vio al vencedor con mayor porcentaje de votos al recibir Lee el 84,08% de las preferencias, si bien esto implicó una caída de casi diez puntos con respecto a 1968 y Leong Mun Kwai, líder del PF, retuvo su depósito con el 15,92% restante. De los 57 candidatos del PAP que debieron contender por su escaño, siete (contando a Lee) superaron el 80% de los sufragios válidos en sus circunscripciones, ocho superaron los tres cuartos de los votos y diecinueve estuvieron por encima del 70%. En total, 43 de los 57 candidatos obtuvieron más de dos tercios de los votos y solo siete estuvieron por debajo del 60%. El peor desempeño del PAP en los comicios fue el de Sha'ari bin Tadin en Kampong Chai Chee, a pesar de que de todas formas se impuso con un 52,39% de los votos sobre los candidatos del BS (Ng Yang Choo, con un 29,42%) y el WP (Hashim bin Yadi, con un 18,19%). Asimismo, la diferencia más baja se dio en Geylang Serai, con Rahmat bin Kenap (PAP), que fue el segundo candidato con menor porcentaje (53,59%) superando por 13,84 puntos a Ahmad bin Haji Taff (PKMS), que obtuvo el 39,75%. Wong Lin Ken, parlamentario del PAP por Alexandra, fue el candidato con más votos individuales al recibir 17.965 sufragios.
Dentro del espacio opositor, el WP fue la fuerza con mejor desempeño relativo al lograr el 12,20% de los votos y retener el segundo puesto que había obtenido como el único partido opositor en disputar las anteriores elecciones, resultado atribuido a la modernización partidaria lograda por el liderazgo recientemente asumido de Joshua Benjamin Jeyaretnam. Si bien el desempeño del propio Jeyaretnam en la circunscripción de Farrer Park (con un 23,11% de los votos) distó mucho de ser el mejor del partido, su papel en el repunte electoral le permitió consolidar su liderazgo. Veintiséis de los veintisiete candidatos de la formación retuvieron su depósito. La única excepción fue Wee Kia Eng, candidato en el distrito de Bukit Ho Swee, que obtuvo el 11,91% en lo que fue la última instancia electoral hasta la fecha en la que un candidato del WP perdió su depósito. Madai Puthan Damodaran Nair, en la circunscripción de Jalan Kayu, fue el candidato del WP con mayor porcentaje de votos al obtener el 36,86% y junto con Zainul Abiddin bin Mohd Shah en Telok Blangah (35,60%), fueron los únicos postulantes del partido en superar el tercio de votos.
El UNF sufrió una devastadora derrota electoral y fue el partido opositor con peores resultados en casi todas las categorías, si bien debido a la alta cantidad de escaños disputados logró ser la tercera fuerza más votada con un 7,38% a nivel nacional, consiguió en realidad solo un 12,69% con respecto a escaños distputados. De sus 33 candidatos, ninguno superó el tercio de los votos en las circunscripciones disputadas y más de la mitad de ellos (19), perdieron sus depósitos al recibir menos del 12,50% de los votos. Asimismo, los porcentajes de estos últimos estuvieron entre los veinte más bajos de la elección, junto con Kow Kee Seng (Independiente de Paya Lebar, con un 8,59%). Mohamed Elias bin Ibrahim, postulante del partido en Geylang East, fue el candidato con menor porcentaje de votos de la elección al recibir solo el 2,95%; y S. A. Latiff en Farrer Park, con 354 sufragios, fue el candidato con menos votos individuales. Los 14 candidatos que retuvieron sus depósitos y lograron ubicarse en segundo lugar (entre los que destacaba el líder del partido, Vetrivelu Rengaswamy) disputaban circunscripciones en las cuales eran el único oponente del PAP. La pérdida económica total para el UNF fue de $9.500 lo que, sumado a las luchas internas, llevarían a que pasara a la inactividad poco después de las elecciones, con la mayoría de sus miembros integrándose en el recién fundado Partido de la Justicia de Singapur.
Si bien no consiguió regresar al Parlamento, el BS tuvo más éxito en recuperar parte de su electorado perdido en las diez circunscripciones que disputó. Su líder, Lee Siew Choh, fue uno de los candidatos opositores con mejor desempeño al lograr el 39,60% en Rochore, distrito donde había sido derrotado por unos pocos cientos de votos en 1963. Sin embargo, su declive provocado por el boicot era evidente y su porcentaje final fue del 4,63% a nivel nacional y 26,64% con respecto a escaños disputados. El partido nunca se recuperaría de la debacle y continuaría su decadencia hasta su fusión con el WP en 1988. Aunque el PF y la Organización Nacional Malaya de Singapur fueron los partidos que menos candidatos presentaron, fueron a su vez las formaciones opositoras con mejor desempeño. Ahmad bin Haji Taff (PKMS) obtuvo el 39,75% y tuvo el mejor desempeño entre los partidos opositores, mientras que el candidato no perteneciente al PAP con mejor desempeño fue el independiente Ng Teng Kian de la circunscripción de Punggol, con un 41,87% de los votos (el único que superó el 40%). El PF obtuvo el 27,54% de los votos con respecto a escaños disputados, y la totalidad de sus postulantes conservaron sus depósitos. El número total de candidatos que perdieron su depósito fue de 81, lo que representó más de la mitad del total de candidatos y una entrega de $40.500 al estado.
|  | 70.43 % |

|  | 70.43 % |

|  | 12.20 % |

|  | 24.46 % |

|  | 7.38 % |

|  | 12.69 % |

|  | 4.63 % |

|  | 26.64 % |

|  | 3.01 % |

|  | 27.54 % |

|  | 1.35 % |

|  | 37.73 % |

|  | 1.00 % |

|  | 23.24 % |

|  | 98.00 % |

|  | 2.00 % |

|  | 100.00 % |

|  | 93.55 % |

|  | 89.49 % |

|  | 10.51 % |

|  | 100.00 % |

### Resultado por circunscripción
|  | 77.52 % |

|  | 16.32 % |

|  | 6.16 % |

|  | 98.84 % |

|  | 1.16 % |

|  | 71.51 % |

|  | 24.25 % |

|  | 4.24 % |

|  | 98.53 % |

|  | 1.47 % |

|  | 74.34 % |

|  | 19.09 % |

|  | 6.57 % |

|  | 98.01 % |

|  | 1.99 % |

|  | 66.75 % |

|  | 33.25 % |

|  | 97.94 % |

|  | 2.06 % |

|  | 73.78 % |

|  | 26.22 % |

|  | 97.16 % |

|  | 2.84 % |

|  | 68.77 % |

|  | 19.32 % |

|  | 11.91 % |

|  | 98.33 % |

|  | 1.67 % |

|  | 69.33 % |

|  | 15.65 % |

|  | 15.02 % |

|  | 98.33 % |

|  | 1.67 % |

|  | 67.65 % |

|  | 24.82 % |

|  | 7.53 % |

|  | 97.73 % |

|  | 2.27 % |

|  | 66.78 % |

|  | 33.22 % |

|  | 97.20 % |

|  | 2.80 % |

|  | 80.92 % |

|  | 19.08 % |

|  | 97.96 % |

|  | 2.04 % |

|  | 62.42 % |

|  | 29.20 % |

|  | 8.38 % |

|  | 98.15 % |

|  | 1.85 % |

|  | 62.36 % |

|  | 37.64 % |

|  | 96.87 % |

|  | 3.13 % |

|  | 72.60 % |

|  | 18.81 % |

|  | 8.59 % |

|  | 97.60 % |

|  | 2.40 % |

|  | 70.72 % |

|  | 16.90 % |

|  | 12.38 % |

|  | 98.44 % |

|  | 1.56 % |

|  | 73.82 % |

|  | 23.11 % |

|  | 3.07 % |

|  | 98.32 % |

|  | 1.68 % |

|  | 64.24 % |

|  | 32.81 % |

|  | 2.95 % |

|  | 98.13 % |

|  | 1.87 % |

|  | 53.59 % |

|  | 39.75 % |

|  | 6.66 % |

|  | 97.82 % |

|  | 2.18 % |

|  | 69.28 % |

|  | 30.72 % |

|  | 97.78 % |

|  | 2.22 % |

|  | 72.65 % |

|  | 27.35 % |

|  | 97.99 % |

|  | 2.01 % |

|  | 74.43 % |

|  | 25.57 % |

|  | 97.67 % |

|  | 2.33 % |

|  | 73.79 % |

|  | 26.21 % |

|  | 97.79 % |

|  | 2.21 % |

|  | 83.86 % |

|  | 16.14 % |

|  | 97.69 % |

|  | 2.31 % |

|  | 59.42 % |

|  | 36.86 % |

|  | 3.72 % |

|  | 98.52 % |

|  | 1.48 % |

|  | 83.49 % |

|  | 16.51 % |

|  | 98.09 % |

|  | 1.91 % |

|  | 76.43 % |

|  | 23.57 % |

|  | 96.67 % |

|  | 3.33 % |

|  | 79.75 % |

|  | 20.25 % |

|  | 97.62 % |

|  | 2.38 % |

|  | 52.39 % |

|  | 29.42 % |

|  | 18.19 % |

|  | 98.14 % |

|  | 1.86 % |

|  | 73.15 % |

|  | 26.85 % |

|  | 97.44 % |

|  | 2.56 % |

|  | 57.53 % |

|  | 32.43 % |

|  | 10.04 % |

|  | 98.62 % |

|  | 1.38 % |

|  | 56.86 % |

|  | 35.94 % |

|  | 7.20 % |

|  | 98.31 % |

|  | 1.69 % |

|  | 74.00 % |

|  | 21.79 % |

|  | 4.21 % |

|  | 98.68 % |

|  | 1.32 % |

|  | 67.74 % |

|  | 32.26 % |

|  | 98.16 % |

|  | 1.84 % |

|  | 73.69 % |

|  | 26.31 % |

|  | 97.97 % |

|  | 2.03 % |

|  | 68.28 % |

|  | 25.21 % |

|  | 6.51 % |

|  | 98.52 % |

|  | 1.48 % |

|  | 68.76 % |

|  | 31.24 % |

|  | 98.41 % |

|  | 1.59 % |

|  | 72.43 % |

|  | 27.57 % |

|  | 98.14 % |

|  | 1.86 % |

|  | 73.29 % |

|  | 26.71 % |

|  | 97.52 % |

|  | 2.48 % |

|  | 71.77 % |

|  | 28.23 % |

|  | 97.92 % |

|  | 2.08 % |

|  | 61.59 % |

|  | 29.82 % |

|  | 8.59 % |

|  | 98.19 % |

|  | 1.81 % |

|  | 66.22 % |

|  | 28.89 % |

|  | 4.89 % |

|  | 97.88 % |

|  | 2.12 % |

|  | 58.13 % |

|  | 41.87 % |

|  | 97.72 % |

|  | 2.28 % |

|  | 81.24 % |

|  | 14.33 % |

|  | 4.43 % |

|  | 98.74 % |

|  | 1.26 % |

|  | 60.40 % |

|  | 39.60 % |

|  | 97.55 % |

|  | 2.45 % |

|  | 77.36 % |

|  | 22.64 % |

|  | 97.27 % |

|  | 2.73 % |

|  | 81.30 % |

|  | 18.70 % |

|  | 98.01 % |

|  | 1.99 % |

|  | 78.63 % |

|  | 17.36 % |

|  | 4.01 % |

|  | 98.15 % |

|  | 1.85 % |

|  | 71.77 % |

|  | 28.23 % |

|  | 97.25 % |

|  | 2.75 % |

|  | 64.30 % |

|  | 35.70 % |

|  | 97.00 % |

|  | 3.00 % |

|  | 84.08 % |

|  | 15.92 % |

|  | 98.12 % |

|  | 1.88 % |

|  | 83.98 % |

|  | 16.02 % |

|  | 98.01 % |

|  | 1.99 % |

|  | 57.92 % |

|  | 35.60 % |

|  | 6.48 % |

|  | 98.54 % |

|  | 1.46 % |

|  | 72.55 % |

|  | 27.45 % |

|  | 97.84 % |

|  | 2.16 % |

|  | 75.62 % |

|  | 18.74 % |

|  | 5.64 % |

|  | 98.44 % |

|  | 1.56 % |

|  | 73.85 % |

|  | 26.15 % |

|  | 98.12 % |

|  | 1.88 % |

|  | 71.83 % |

|  | 28.17 % |

|  | 98.07 % |

|  | 1.93 % |

|  | 77.72 % |

|  | 22.28 % |

|  | 97.88 % |

|  | 2.12 % |

|  | 78.55 % |

|  | 21.45 % |

|  | 97.96 % |

|  | 2.04 % |